# Irvington (Virgínia)
Irvington és una població dels Estats Units a l'estat de Virgínia. Segons el cens del 2000 tenia 673 habitants.

## Demografia
Segons el cens del 2000, Irvington tenia 673 habitants, 240 habitatges, i 174 famílies. La densitat de població era de 173,2 habitants per km².
Dels 240 habitatges en un 20,4% hi vivien nens de menys de 18 anys, en un 63,8% hi vivien parelles casades, en un 7,5% dones solteres, i en un 27,1% no eren unitats familiars. En el 25,8% dels habitatges hi vivien persones soles el 14,6% de les quals corresponia a persones de 65 anys o més que vivien soles. El nombre mitjà de persones vivint en cada habitatge era de 2,19 i el nombre mitjà de persones que vivien en cada família era de 2,61.
Per edats la població es repartia de la següent manera: un 13,8% tenia menys de 18 anys, un 2,5% entre 18 i 24, un 13,2% entre 25 i 44, un 24,1% de 45 a 60 i un 46,4% 65 anys o més.
L'edat mediana era de 63 anys. Per cada 100 dones de 18 o més anys hi havia 72,6 homes.
La renda mediana per habitatge era de 60.139 $ i la renda mediana per família de 68.438 $. Els homes tenien una renda mediana de 42.500 $ mentre que les dones 25.938 $. La renda per capita de la població era de 50.743 $. Entorn de l'1,1% de les famílies i el 3,5% de la població estaven per davall del llindar de pobresa.

## Poblacions més properes
El següent diagrama mostra les poblacions més properes.